# Jean-Claude Juncker

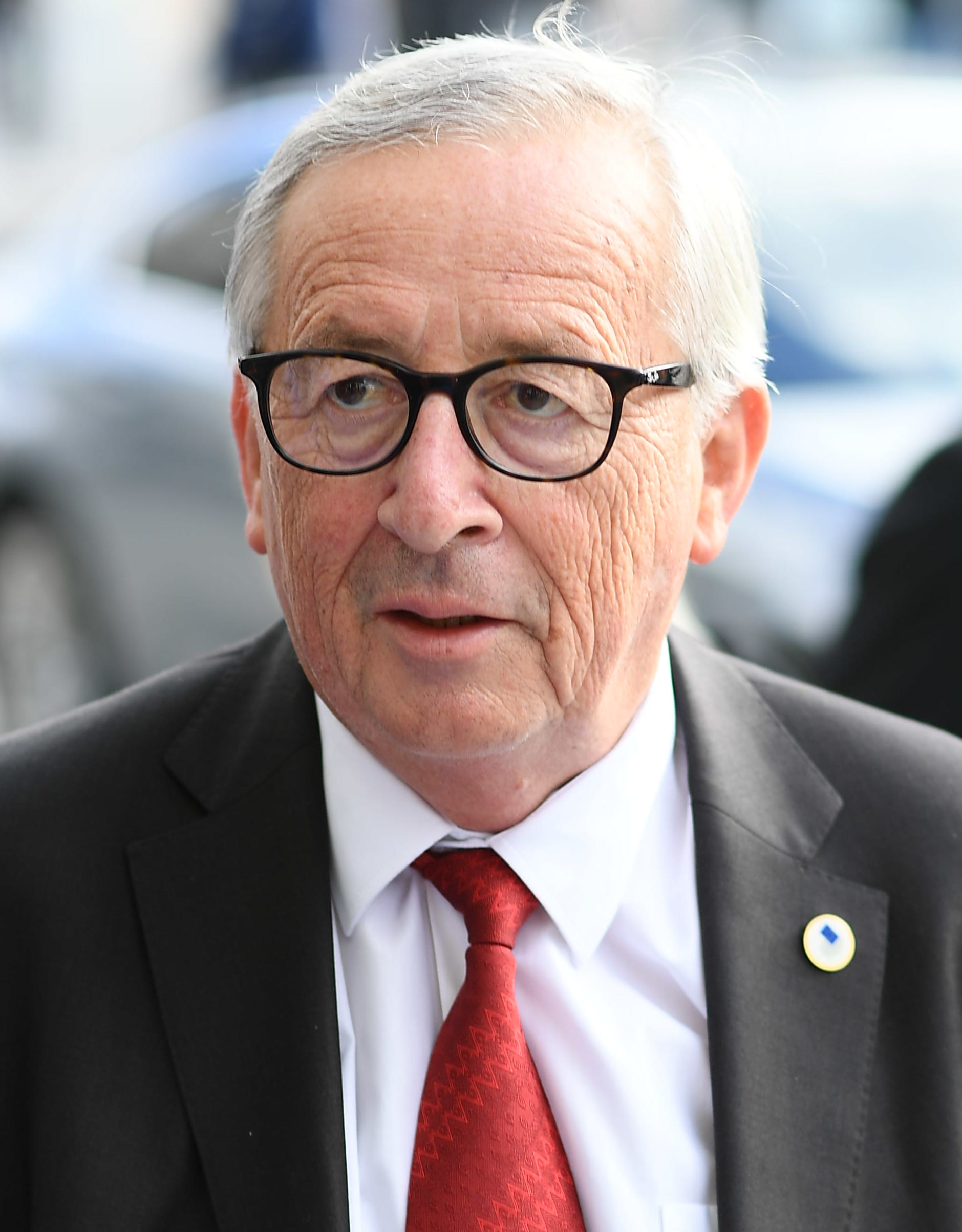
Jean-Claude Juncker (2019)

Unterschrift Junckers

Jean-Claude Juncker (* 9. Dezember 1954 in Redingen, Luxemburg) ist ein luxemburgischer Politiker der Christlich Sozialen Volkspartei (CSV/PCS). Er war vom 1. November 2014 bis 30. November 2019 Präsident der Europäischen Kommission. Von 1989 bis Juli 2009 war er Finanzminister und von 1995 bis Dezember 2013 Premierminister Luxemburgs sowie von 2005 bis 2013 Vorsitzender der Euro-Gruppe.

## Biografie

### Privates
Jean-Claude Juncker wuchs als Sohn des Stahlarbeiters und Hüttenpolizisten Joseph Juncker (1924–2016) und seiner Frau Marguerite Juncker (*1928 † 6. September 2015) im Süden Luxemburgs auf. Er wurde sehr von diesem industrialisierten Landstrich geprägt, in dem viele Arbeiter und Immigranten (damals hauptsächlich Italiener) lebten. Seine Familie war zu jener Zeit bereits politisch in der Christlich-Sozialen Volkspartei (CSV) beheimatet, sein Onkel Ed Juncker war Bürgermeister der Stadt Ettelbrück. Sein Vater war aktiv als Gewerkschafter im Luxemburger Christlichen Gewerkschaftsbund (LCGB).
Die Mittelschule absolvierte er im Internat des belgischen Klosters Clairefontaine in Arlon, das von Luxemburger Herz-Jesu-Priestern geführt wurde. 1974 erwarb Juncker das Diplôme de fin d’études secondaires (Abitur, Matura) am Lycée Michel-Rodange in Luxemburg. Im selben Jahr trat er der CSV bei. 1975 begann er ein Studium der Rechtswissenschaften an der Universität Straßburg, das er 1979 abschloss. Im Februar 1980 wurde er von der Anwaltskammer vereidigt und als Rechtsanwalt zugelassen. Er übte diesen Beruf jedoch nie aus, sondern verstand sich von Anfang an als Berufspolitiker.
Nach einem Autounfall im September 1989 lag er zwei Wochen im Koma und musste danach das Gehen erneut lernen. Nach eigenen Angaben leidet er seitdem an einem beschädigten Ischiasnerv und Gehproblemen.
Von Mai 2006 bis zur Einstellung des Blattes Ende 2010 war Juncker Mitherausgeber der Wochenzeitung Rheinischer Merkur.
Juncker ist seit 1979 verheiratet. Neben seiner Muttersprache Luxemburgisch spricht er fließend Französisch, Deutsch und Englisch.

### Politische Karriere

#### Staatssekretär und Minister
Im Jahre 1982 wurde Juncker zum Staatssekretär für Arbeit und soziale Sicherheit ernannt. 1984 errang Jean-Claude Juncker bei den Wahlen zur luxemburgischen Abgeordnetenkammer (Chambre des députés) erstmals ein Mandat. Er trat weder dieses noch die bei den folgenden Wahlen errungenen jemals für längere Zeit an, da er auch in den weiteren Legislaturperioden der Regierung angehörte.
Mit der Regierungsbildung nach den Kammerwahlen von 1989 wurde er Minister für die Ressorts Arbeit und Finanzen sowie Gouverneur Luxemburgs bei der Weltbank. Das Amt bekleidete Juncker bis 1995 und gestaltete in dieser Zeit den Vertrag von Maastricht entscheidend mit.

#### Premierminister Luxemburgs
Am 20. Januar 1995 wurde er luxemburgischer Premierminister als Nachfolger von Jacques Santer, nachdem dieser das Amt des Präsidenten der Europäischen Kommission übernommen hatte und aus der Regierung ausschied. Zugleich übernahm Juncker auch das luxemburgische Finanzministerium sowie die Vertretung Luxemburgs als Gouverneur beim Internationalen Währungsfonds. Seine Tätigkeit hatte dabei von Anfang an einen starken Bezug zur internationalen Politik, wo er von seiner Mehrsprachigkeit profitierte. Unter anderem tat er sich mehrfach als Vermittler innerhalb der EU hervor. So hatte er 1996 starken Anteil am „Kompromiss von Dublin“, der eine Einigung zwischen Deutschland und Frankreich zum Stabilitäts- und Wachstumspakt ermöglichte. In der zweiten Jahreshälfte 1997 sowie in der ersten Jahreshälfte 2005 hatte Luxemburg unter Juncker die EU-Ratspräsidentschaft inne.
Juncker gilt als beliebt bei der Luxemburger Bevölkerung und setzt seine Popularität immer wieder auch politisch ein: So versprach er vor der Luxemburger Wahl 2004, bei einer Wiederwahl auf jeden Fall Premierminister Luxemburgs zu bleiben und kein europäisches Amt anzunehmen; seine Partei fuhr daraufhin einen deutlichen Sieg ein. 2005 drohte Juncker, im Falle eines negativen Ergebnisses beim Referendum in Luxemburg zur neuen EU-Verfassung sein Amt niederzulegen. Die Luxemburger nahmen in der folgenden Abstimmung die Verfassung mit 57 Prozent der abgegebenen Stimmen an.
Am 16. November 2008 hielt Jean-Claude Juncker anlässlich des Volkstrauertages eine Rede vor dem Deutschen Bundestag.

#### Geheimdienstaffäre und Rücktritt als Premierminister
In der ersten Jahreshälfte 2013 beschäftigte sich ein Untersuchungsausschuss des luxemburgischen Parlaments mit über Jahre andauernden zweifelhaften Praktiken des luxemburgischen Geheimdienstes SREL. Auslöser waren Erkenntnisse im Rahmen der juristischen Aufarbeitung einer Reihe unaufgeklärter Bombenanschläge Mitte der 1980er Jahre, üblicherweise als Bombenlegeraffäre bezeichnet. In seinem Abschlussbericht stellte der Ausschuss Anfang Juli mehrheitlich fest, dass Juncker die politische Verantwortung für die unkontrollierten Aktivitäten des SREL trage. Juncker selbst war, wie sich herausgestellt hatte, 2007 Opfer dieser Praktiken gewesen, da der damalige Geheimdienstchef Marco Mille heimlich ein Gespräch zwischen ihm und Juncker aufgezeichnet hatte. Am 10. Juli 2013 kündigte Juncker im Zuge der Affäre Neuwahlen an (siehe Kammerwahl 2013). Bei dieser Wahl wurde Junckers CSV mit ihm als Spitzenkandidat zwar erneut stärkste Partei, sein bisheriger Koalitionspartner, die Sozialdemokraten, einigte sich jedoch mit den Liberalen und den Grünen auf eine neue Koalitionsregierung. Juncker, der zuletzt der dienstälteste Regierungschef in der Europäischen Union gewesen war, schied mit der Vereidigung von Xavier Bettel als Premierminister am 4. Dezember 2013 aus seinen Regierungsämtern aus. Er übernahm in der Folge den Fraktionsvorsitz der CSV in der Abgeordnetenkammer und wurde damit Oppositionsführer.

#### Vorsitz der Eurozone

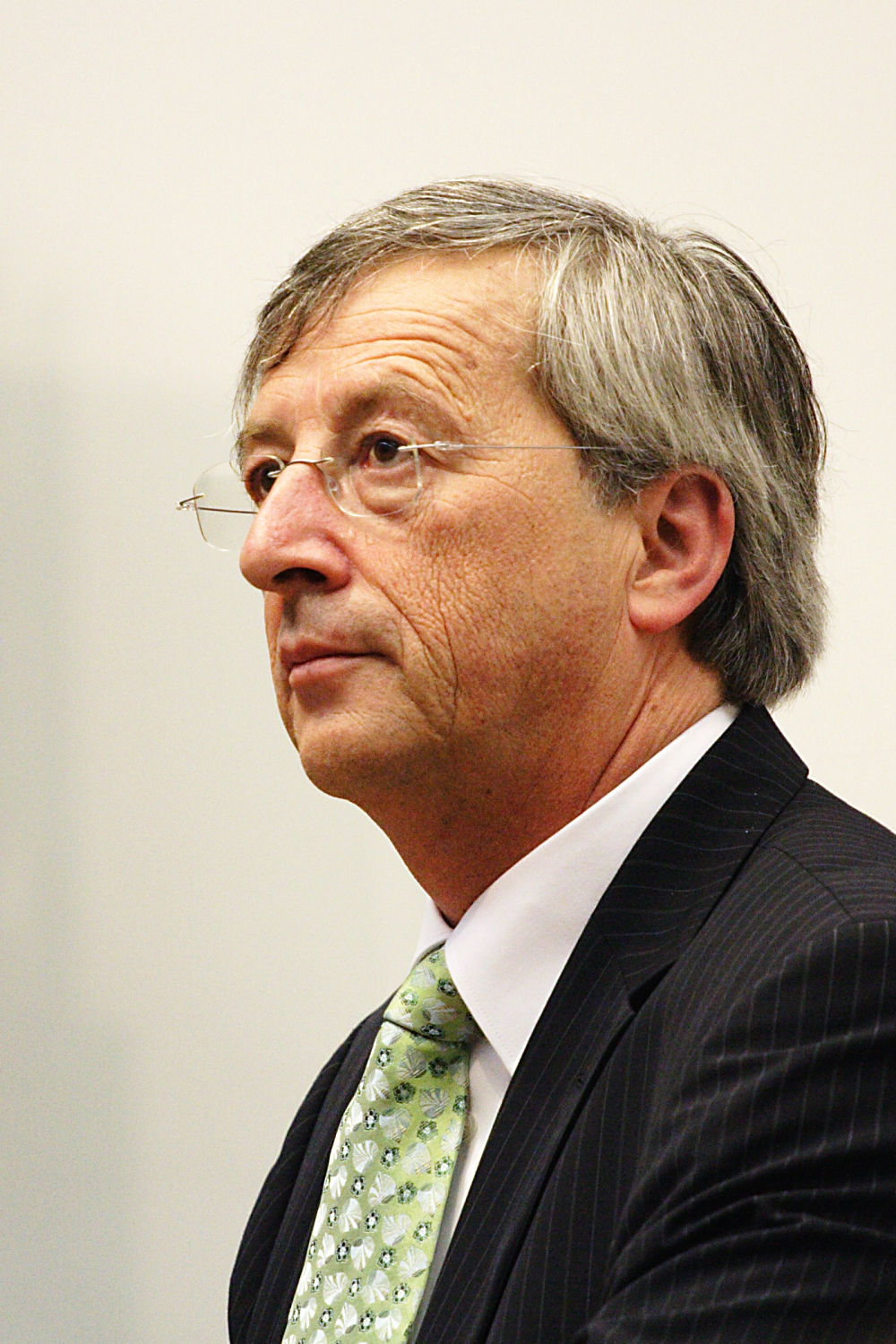
Jean-Claude Juncker (2006)

Am 10. September 2004 wurde Juncker für die Dauer von zwei Jahren zum ersten ständigen Vorsitzenden der Euro-Gruppe ernannt, eines informellen Gremiums der Finanzminister der Eurozone. Sein Mandat begann am 1. Januar 2005, es wurde am 6. September 2006 bis zum 31. Dezember 2008 verlängert. Laut den damaligen Statuten der Euro-Gruppe war die Amtszeit Junckers damit beendet, da dieselbe Person das Amt des Vorsitzenden nicht länger als zwei Mandatsperioden lang besetzen darf. Am 12. September 2008 wurde seine Amtszeit jedoch in einer Eurogruppen-Sitzung unter Leitung der französischen Finanzministerin Christine Lagarde einstimmig um weitere zwei Jahre verlängert. Nach der luxemburgischen Parlamentswahl 2009 gab Juncker sein Amt als luxemburgischer Finanzminister ab, erklärte jedoch sein Interesse, Vorsitzender der Euro-Gruppe zu bleiben. Noch im Januar 2010 wurde er für weitere zweieinhalb Jahre als deren Vorsitzender bestätigt, nachdem die Euro-Gruppe kurz zuvor durch das Inkrafttreten des Vertrags von Lissabon erstmals auch einen formalen europarechtlichen Status erhalten hatte. Im März 2012 kündigte Juncker an, den Vorsitz der Euro-Gruppe zum Sommer 2012 abzugeben. Als er dann im Juli 2012 für eine fünfte Mandatsperiode zum Vorsitzenden der Euro-Gruppe bestimmt wurde, gab er bekannt, den Vorsitz nur für ein halbes Jahr innehaben zu wollen und dass er diesen spätestens Anfang 2013 niederlegen werde. Diese Ankündigung erneuerte er im Dezember 2012. Am 21. Januar 2013 legte er sein Mandat nieder und wurde durch den niederländischen Finanzminister Jeroen Dijsselbloem ersetzt.

#### Kandidatur Präsident des Europäischen Rates und der Europäischen Kommission
Nach dem Inkrafttreten des Vertrags von Lissabon 2009 erklärte Juncker sein Interesse am Posten des Präsidenten des Europäischen Rates. Neben Tony Blair war er der bekannteste Kandidat für dieses Amt, wobei zahlreiche Medien davon ausgingen, dass Juncker aufgrund seiner europaföderalistischen Positionen ohnehin keine Mehrheit im Europäischen Rat erringen konnte und mit seiner Kandidatur vor allem einen Erfolg Blairs verhindern wollte. Es wurde schließlich Herman Van Rompuy für das Amt gewählt.
Für die Europawahl 2014 kandidierte er für die EVP als Spitzenkandidat, ohne jedoch für das Europäische Parlament zu kandidieren. Vorgesehen war, dass im Rahmen des neuen europäischen Verfassungsvertrags und einer Stärkung des Europäischen Parlaments und der Basisdemokratie erstmals der Spitzenkandidat der stärksten Fraktion Präsident der Europäischen Kommission werden sollte und diese entsprechend auch anders als bisher eine europaweite Wahlkampagne inklusive Debatten zwischen den Spitzenkandidaten anführten. Junckers Hauptkonkurrent im Wahlkampf war der Spitzenkandidat der Sozialdemokraten Martin Schulz. Nachdem die EVP mit Juncker stärkste Kraft geworden war, sprach sich der britische Premierminister David Cameron allerdings öffentlich gegen eine Kandidatur, Nominierung und Wahl Junckers aus.

### Präsident der Europäischen Kommission

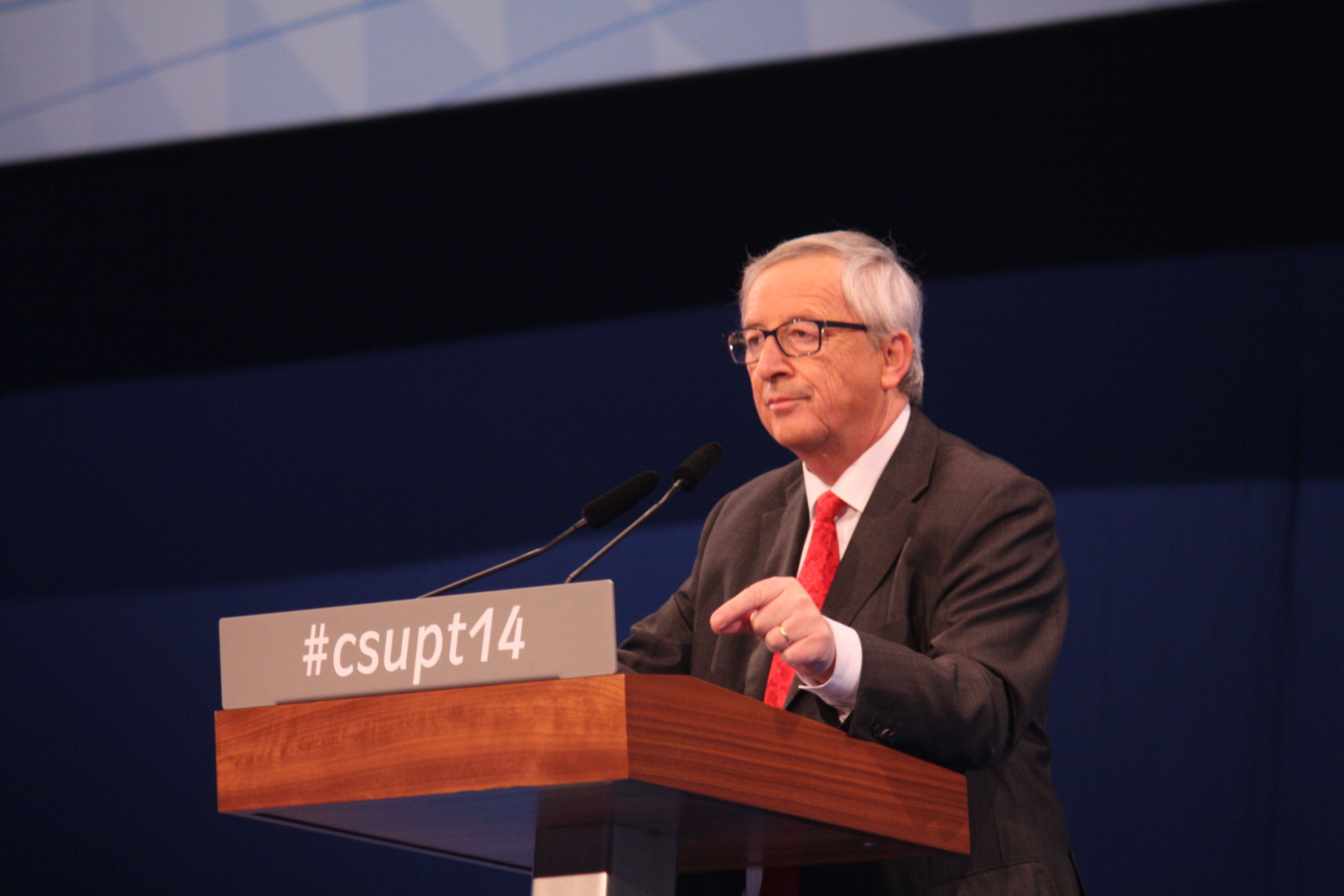
Jean-Claude Juncker auf dem CSU-Parteitag 2014 in Nürnberg

Nach wochenlanger Diskussion wurde Juncker gegen den Widerstand Camerons, der in dieser Frage nur durch Ungarns Viktor Orbán unterstützt wurde, vom Europäischen Rat als Kommissionspräsident nominiert. Am 15. Juli 2014 stimmte das Europäische Parlament mit 422 zu 250 Stimmen (47 Enthaltungen, 10 Ungültige) für Juncker. Als Präsident der EU-Kommission vollzog Juncker eine Umstrukturierung des Gremiums der EU-Kommissare, bei welchen die Vizepräsidenten sogenannte Cluster, also größere Aufgabenbereiche, leiten sollen.
Im Interview der Woche des Deutschlandfunks am 12. Februar 2017 äußerte sich Juncker dahingehend, dass er keine zweite Kandidatur für das Amt des Kommissionspräsidenten anstrebt.
Am 25. Juli 2018 besuchte Juncker US-Präsident Trump im Weißen Haus. Zuvor hatte Trump der EU Zölle auf diverse Produkte angedroht; die EU hatte Gegenmaßnahmen angekündigt. Juncker gelang es, den Handelsstreit zu entschärfen.

## Politische Positionen

### Wirtschafts- und Sozialpolitik
Junckers Positionen sind entsprechend denen der CSV gemäßigt konservativ-marktwirtschaftlich und christdemokratisch, wobei ihm die Sozialpolitik sehr wichtig ist. So setzte Juncker sich 2006 für eine „soziale Relance der EVP“ ein. Juncker gilt als dem Europäischen Föderalismus nahestehend.
Als Vorsitzender der Euro-Gruppe unterstützte er den Lissabon-Vertrag. Zudem bemängelte er jedoch, dass die soziale Frage in der EU unbeachtet geblieben sei und sprach sich wiederholt für ein „soziales Europa“ aus. Juncker verurteilte den Trend hin zum Sozial- und Lohndumping (wobei er insbesondere die deutsche Regierung aufgrund ihrer Exportstrategie und der Lohnsenkungen kritisch betrachtete) und forderte deswegen unter anderem europäische Mindeststandards im Arbeitsrecht, z. B. beim Kündigungsschutz oder bei Mindestlöhnen.

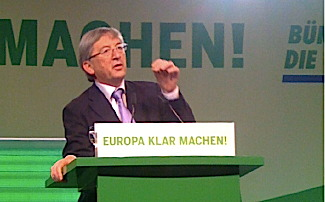
Jean-Claude Juncker auf dem Europa-Parteitag von Bündnis 90/Die Grünen im Januar 2009 in Dortmund

In Luxemburg gibt es derzeit einen im europäischen Vergleich hohen Mindestlohn („soziales Mindestgehalt“), und es existieren weiterhin vergleichsweise viele staatliche Leistungen, z. B. in den Bereichen Umwelt, Gesundheit und soziale Absicherung. Steuer- und Staatsquote liegen unter dem EU-Durchschnitt, allerdings noch im Schnitt der OECD-Mitgliedstaaten und damit deutlich höher als in anderen kleinen Ländern mit starker Finanzbranche wie z. B. der Schweiz (Stand 2007/2008). Die Einkommensungleichheit blieb seit seinem Amtsantritt auf demselben Niveau, nämlich etwas unter dem EU-Durchschnitt (Stand 2005).
Zugleich setzte die luxemburgische Regierung auch unter Juncker ihre Strategie fort, mit relativ niedrigen Steuersätzen und speziellen Kapitalanlagen für internationale Anleger Finanzdienstleister anzulocken („Nischenstrategie“ für ein kleines Land). So wandte sich Juncker 2009 gegen Vorschläge des damaligen deutschen Finanzministers Peer Steinbrück (Kabinett Merkel I), europaweit den Zugang zu Steueroasen zu erschweren.

### Reaktionen auf Finanzkrise

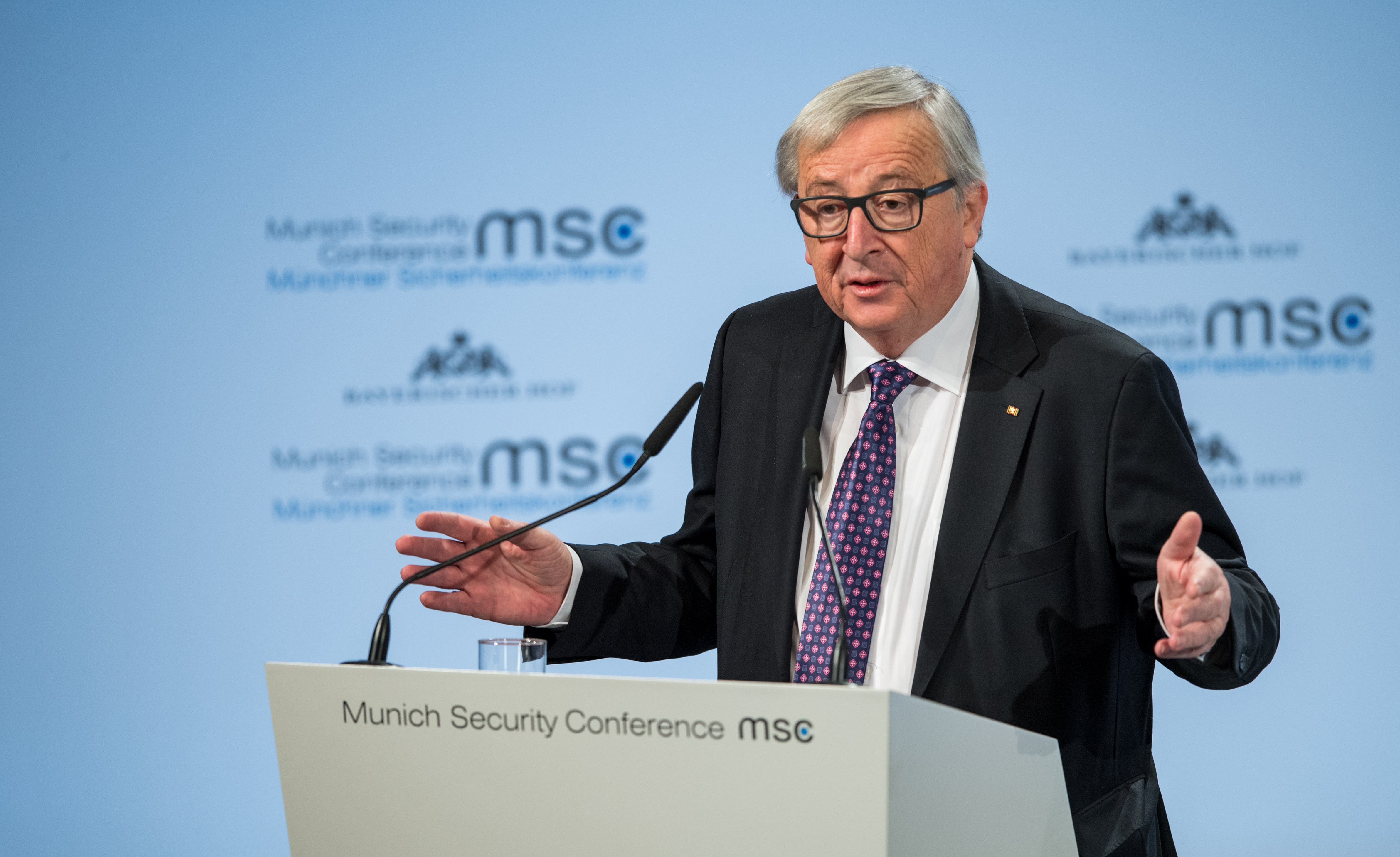
Juncker in München (Februar 2018)

Seine zunächst ablehnend-skeptische Haltung gegenüber einer europäischen Finanzregulierung änderte Juncker teilweise infolge der globalen Finanzkrise ab 2007. Er kritisierte im Zusammenhang mit der Eurokrise ab 2009 die Finanzspekulationen und befürwortete unter anderem eine Finanztransaktionssteuer. Zudem kündigte er an, nach US-Druck, das Bankgeheimnis in Luxemburg zu lockern.
Juncker war einer der Autoren des Stabilitäts- und Wachstumspakts und wandte sich gegen ein gesamteuropäisches Konjunkturprogramm zur Krisenabmilderung nach der Wirtschaftskrise ab 2007. Jedoch sprach sich Juncker als Wirtschaftsunterstützung seit 2008 für die Einführung gemeinschaftlicher Staatsanleihen der EU-Mitgliedstaaten (Eurobonds) aus, die einen Teil der Schulden bündeln sollen um finanziell schwächeren Staaten den Zugang zu günstigeren Kreditbedingungen zu erleichtern. Der Vorschlag stieß auf Kritik bei anderen Konservativen in Europa, Juncker kündigte 2014 an, in den nächsten Jahren keine Eurobonds anzustreben.
Die Ankündigung des damaligen griechischen Regierungschefs Giorgos Papandreou im November 2011, ein Referendum darüber abzuhalten, ob weitere staatliche Ausgabekürzungen durchgeführt werden sollen, bezeichnete Juncker als illoyal gegenüber den Griechenland unterstützenden Euroländern. Weiterhin sprach sich Juncker dafür aus, die Eurokrise nicht öffentlich zu diskutieren.

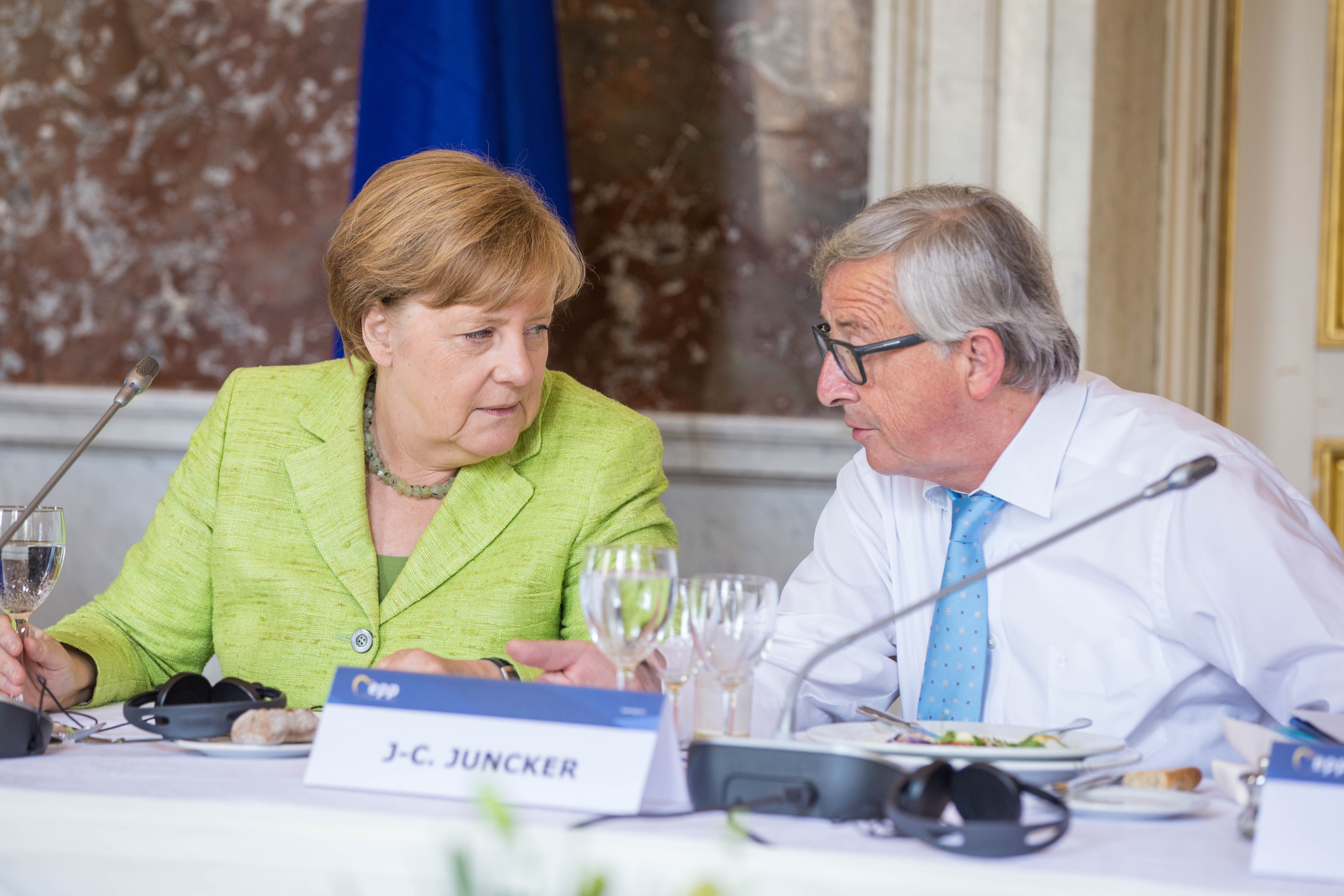
Jean-Claude Juncker mit Angela Merkel

### Reaktionen auf Flüchtlingskrise
Wie im September 2015 deutlich wurde, tritt Juncker zur Lösung der Flüchtlingskrise für die verpflichtende EU-weite Verteilung von Flüchtlingen ein – auch auf EU-Länder, die ausdrücklich keine Flüchtlinge aufnehmen möchten. Außerdem spricht er sich diesbezüglich für eine engere Kooperation zwischen der EU und der Türkei aus: “We cannot solely look inwards. We need to make sure that we look at the issues that concern us in the periphery of Europe. Turkey and the European Union need to walk together [down] this path.” („Wir dürfen nicht nur nach innen schauen. Wir müssen dafür sorgen das wir auch auf die Probleme an den Randbereichen Europas schauen. Die Türkei und die Europäische Union müssen diesen Weg gemeinsam bestreiten.“)

### Verhandlungen zu CETA, TTIP usw.
Juncker äußerte Ende Juni 2016 die Ansicht, das geplante europäisch-kanadische Freihandelsabkommen CETA sei ausschließlich ein überstaatlicher, europäischer Vertrag und daher sei die Zustimmung nationaler Parlamente in Europa nicht notwendig. Diese Äußerung wurde von führenden Politikern und in den Medien heftig kritisiert. Angesichts der Kritik schwächte er seine Aussage kurze Zeit später ab und erklärte: „Mir persönlich ist das aber relativ schnurzegal.“

## Kritik

### Lüge als Methode
Während der Eurokrise dementierte Juncker 2011 ein geplantes Geheimtreffen einiger EU-Finanzminister zur Lage in Griechenland, das in Wahrheit zur gleichen Zeit stattfand. Die Nachrichtenagentur dapd zitierte ihn in dem Zusammenhang mit dem Satz: „Wenn es ernst wird, muss man lügen.“ Juncker habe den Satz kurz zuvor bei einer Preisverleihung in der bayerischen Landesvertretung gesagt. Abgeordnete des EU-Parlaments kritisierten das Dementi mit deutlichen Worten, darunter der Vorsitzende der Liberalen Guy Verhofstadt und der damalige Vorsitzende der Sozialdemokraten Martin Schulz.
Wiederholt von der Presse aufgegriffen wurde auch eine andere Aussage Junckers zur Politik der Europäischen Union:

„Wir beschließen etwas, stellen das dann in den Raum und warten einige Zeit ab, was passiert. Wenn es dann kein großes Geschrei gibt und keine Aufstände, weil die meisten gar nicht begreifen, was da beschlossen wurde, dann machen wir weiter - Schritt für Schritt, bis es kein Zurück mehr gibt.“

### Privatwirtschaftliche Rednertätigkeit
In verschiedenen Berichten wurde Juncker nach der Europawahl kritisiert, weil er Honorare für Reden auf Messen und vor Industrieverbänden beziehe, ohne über die Höhe dieser Einnahmen Rechenschaft abzulegen. So trat er auch auf einer Konferenz des Bundesverbandes der Deutschen Sicherheits- und Verteidigungsindustrie am 24. Juni 2014 in Berlin auf. Nach Angaben von Juncker seien allerdings alle Rednertätigkeiten ordnungsgemäß beim Europäischen Parlament deklariert und zudem in ihrer Zahl sehr überschaubar.

### Position zur Klimapolitik
Im Oktober 2014 kritisierten deutsche, französische und österreichische Wirtschaftsverbände die Marginalisierung der EU-Klimapolitik durch Juncker seit seiner Kommissionspräsidentschaft. Ein Jahr nach Amtsantritt stand die Umsetzung der Klima- und Energieziele noch aus.

### Illegale Staatshilfen und Steuervorteile für Großkonzerne
Im Oktober 2014 leitete die Europäische Kommission eine Untersuchung der dem Konzern Amazon in Luxemburg gewährten Steuervorteile ein. Nach Ansicht der Europäischen Kommission hatte die Regierung Luxemburgs unter der Leitung von Jean-Claude Juncker seit 2003 Amazon illegale Staatshilfen in Form von Steuervorteilen zukommen lassen. Im Jahr 2013 haben die in Luxemburg ansässigen Tochterunternehmen von Amazon bei einem Umsatz von 13,6 Mrd. Euro nur 60 bis 70 Mio. Euro an Steuer abführen müssen, was einem Steuersatz von etwa 0,5 Prozent entspricht. 2015 wurde Juncker deshalb vom österreichischen „Netzwerk für soziale Verantwortung“ der „Schandfleck des Jahres“ als Auszeichnung für „besonders unsozial handelnde Unternehmen, Institutionen oder Einzelpersonen“ verliehen.
Im November 2014 deckte ein internationales Rechercheteam unter dem Namen Luxemburg-Leaks auf, dass das Großherzogtum Luxemburg in der Amtszeit von Jean-Claude Juncker seit 2002 komplizierte Steuerabkommen zwischen mehr als 340 internationalen Konzernen und Luxemburg abschloss, welche Hunderte Milliarden Euro durch Luxemburg schleusten und damit Steuern in Milliardenhöhe sparten. Steuerabkommen gibt es beispielsweise zwischen Luxemburg und Amazon, FedEx, IKEA, PepsiCo, Procter & Gamble, Deutsche Bank, E.ON (siehe auch: Dutchdelta Finance), Fresenius Medical Care etc.
In zwei Fällen untersucht die EU-Kommission, ob es sich dabei um eine verbotene Subvention handelt. Juncker behauptete, er wolle sich nicht in die Ermittlungen dazu einmischen. Juncker war als Finanzminister Dienstherr von Marius Kohl, dem Leiter der Steuerbehörde Sociétés 6, welcher Steuervereinbarungen persönlich mit Beratern von Konzernen besprach und genehmigte. In Absprache mit seinem Dienstherren, dem damaligen Finanzminister Jean-Claude Juncker bzw. Luc Frieden, entschied Kohl die meisten Anträge positiv. Sven Giegold (MdEP Grüne) sagte 2017, die Steuerpolitik Luxemburgs unter Juncker habe zu enormen Steuerausfällen in anderen EU-Ländern geführt. Allein Deutschland seien dabei mehr als 200 Millionen Euro entgangen.
Im Januar 2017 warf der Guardian Juncker auf der Grundlage von deutschen Diplomatendepeschen vor, dass er als Premierminister insgeheim Anstrengungen der EU durch Vetos blockiert habe, Steuervermeidung durch multinationale Konzerne anzugehen:
Eine geleakte Mitteilung besagte: „Es ist beeindruckend zu sehen, wie einige Mitgliedsstaaten sich nach außen als Verfechter [internationaler Steuerreform] darstellen, und gleichzeitig zu sehen, wie sie sich wirklich in EU-Diskussionen verhalten, wenn sie von der Vertraulichkeit geschützt sind.“
Juncker wurde Ende Mai 2017 von einem Untersuchungsausschuss des Europa-Parlaments unter anderem über die Briefkasten-Affäre in Panama (Panama Papers) befragt, sowie zu Initiativen der EU-Kommission gegen Geldwäsche und Steuerhinterziehung.

### Malta
Juncker hatte den kleinsten EU-Mitgliedsstaat Malta trotz des Abrutschens des Staates in mafiöse Strukturen aus parteitaktischen Gründen in Schutz genommen, weil er auf die Stimme von dessen Premierminister Joseph Muscat im Rat der Europäischen Union angewiesen war.

## Rezeption
Juncker wurde wiederholt für seine unüblichen öffentlichen Auftritte kritisiert, die entweder als spezieller Humor oder Fehltritte beurteilt werden.
Im Jahr 2015 gab er Viktor Orbán auf dem EU-Gipfel in Riga eine rituelle Ohrfeige. Orbáns Auftritt war zuvor von Juncker mit den Worten „The dictator is coming!“ ironisch eingeleitet worden.
Bereits im Jahr 2013 hatte er dem damaligen österreichischen Bundeskanzler Werner Faymann während eines Interviews mit einigen Papierseiten einen freundschaftlichen Klaps auf den Hinterkopf gegeben, den dieser mit einem Lächeln quittierte.
Die britische Arbeitsministerin Amber Rudd attestierte Juncker „groteskes“ und „grauenhaftes“ Verhalten gegenüber Frauen und bezog sich dazu auf eine Szene, bei der er der stellvertretenden Protokollchefin der EU-Kommission, Pernilla Sjölin, durch die Haare gestrichen hatte. Ebenfalls kritisierte die ehemalige Frauenministerin, dass Juncker Premierministerin Theresa May am Arm gezerrt habe.

## Auszeichnungen
2003 wurde Juncker „als Freund und Förderer der Stadt“ die Ehrenbürgerschaft der Stadt Trier verliehen. In den Jahren 2005 und 2006 übernahm Juncker die Schirmherrschaft von Prominence for Charity zugunsten von UNICEF.
Am 25. Mai 2006 erhielt Juncker den Internationalen Karlspreis der Stadt Aachen. Die Laudatio hielt Altbundeskanzler Helmut Kohl. Wie es im Text der Urkunde hieß, die Aachens Oberbürgermeister Jürgen Linden zusammen mit der eigentlichen Auszeichnung in Form einer Medaille mit Inschrift überreichte, erhielt Juncker den Preis „in Würdigung seines vorbildlichen Wirkens für ein soziales und geeintes Europa“.
Am 7. Dezember 2009 würdigte die Fasel-Stiftung (Duisburg) Junckers „herausragende Verdienste als Anwalt für eine sozial gerechte und marktwirtschaftliche europäische Ordnung“ (Stiftungsurkunde). Die Laudatio hielt der damalige nordrhein-westfälische Ministerpräsident Jürgen Rüttgers.
Daneben erhielt Juncker zahlreiche weitere Auszeichnungen:
- 1988 Großes Bundesverdienstkreuz mit Stern und Schulterband
- 1988 Großkreuz des Ordens des Infanten Dom Henrique
- 1994 Großkreuz des Ordens der Eichenkrone
- 1998 Ehrendoktorwürde der Miami University
- 1998 „Vision for Europe Award“ der Edmond Israel Foundation
- 1998 „Zukunftspreis für soziale Ordnung“ des CDA-Magazins „Christlich-Demokratische-Arbeitnehmerschaft“
- 1998 „Médaille d’Or du Mérite Européen“ (Goldmedaille für Verdienste um Europa) der „Fondation du Mérite Européen“
- 1998 „Goldene Ente“ der Landespressekonferenz Saar
- 1999 „Europäischer Handwerkspreis“ durch das „Handwerk in Nordrhein-Westfalen“[84]
- 2000 „Insigne de l’Artisanat en Or“ (Handwerksabzeichen in Gold) der Luxemburger Handwerkerkammer
- 2001 Ehrendoktor der Westfälischen Wilhelms-Universität, Münster
- 2002 Großoffizier der französischen Ehrenlegion durch den Präsidenten Jacques Chirac
- 2002 Cicero-Rednerpreis
- 2002 Preis des Europäischen Bundes der Steuerzahler
- 2003 Ehrendoktor der Universität Bukarest
- 2003 Ehrenbürger der Stadt Trier
- 2003 Großkreuz des Sterns von Rumänien
- 2003 Heinrich-Brauns-Preis
- 2003 Maju-Medienpreis für Qualitätsjournalismus[85]
- 2003 Quadriga-Preis Europäer des Jahres der Gesellschaft Werkstatt Deutschland
- 2004 Ehrendoktor der Demokrit-Universität Thrakien
- 2004 Ehrenbürger der Stadt Orestiada Übergabe der Stadtschlüssel von Orestiada und Enthüllung eines Straßenschildes einer nach dem luxemburgischen Premierminister benannten Straße
- 2004 Goldenes Schlitzohr
- 2005 Walter-Hallstein-Preis
- 2005 European of the Year
- 2005 Großkreuz des portugiesischen Christusordens
- 2005 Verleihung des Elsie-Kühn-Leitz-Preises durch die „Vereinigung Deutsch-Französischer Gesellschaften in Deutschland und Frankreich“
- 2006 Européen de l’Année 2005 (Europäer des Jahres 2005) der französischen Presse (Trombinoscope)
- 2006 Großkreuz des Drei-Sterne-Ordens
- 2006 Internationaler Karlspreis der Stadt Aachen
- 2006 Europapreis für politische Kultur der Hans-Ringier-Stiftung
- 2007 Ausländisches assoziiertes Mitglied der Académie des sciences morales et politiques anstelle des verstorbenen Léopold Sédar Senghor
- 2007 Schirmherr des gemeinnützigen Tierschutzvereins „Neufundländer in Not e. V.“
- 2007 St.-Liborius-Medaille für Einheit und Frieden des Erzbistums Paderborn
- 2007 Coudenhove-Kalergi-Plakette der Europa-Union Münster
- 2007 Europäischer Friedenspreis der Stiftung für Ökologie und Demokratie e. V.
- 2007 Ehrendoktor der Robert-Schumann-Universität Straßburg
- 2007 Ehrenmitglied des Luxemburgischen Institut Grand-Ducal, Sektion Moralische und Politische Wissenschaften
- 2008 Amilcar-Cabral-Medaille erster Klasse der Republik Kap Verde
- 2008 Wortpatenschaft für „Zukunftseifer“
- 2008 Deutscher Staatsbürgerpreis
- 2008 Franz-Josef-Strauß-Preis
- 2008 Ehrendoktor der Universität Pittsburgh
- 2008 Staatspreis des Landes Nordrhein-Westfalen
- 2008 Schärfste Klinge (Ehrenpreis der Stadt Solingen)
- 2008 Kleinstaatenpreis des Herbert-Batliner-Europainstitutes in Salzburg
- 2008 European Banker of the Year[86]
- 2009 Europäischer Preis der Dienstleistungswirtschaft[87]
- 2009 Europa-Union-Medaille in Gold mit Stern[88]
- 2009 Preis der FASEL-Stiftung Soziale Marktwirtschaft, Duisburg[89][90]
- 2009 Ehrensenator der Europäischen Akademie der Wissenschaften und Künste[91]
- 2010 Schwarzkopf-Europa-Preis der Schwarzkopf-Stiftung Junges Europa[92]
- 2010 Winfried-Preis der Stadt Fulda[93]
- 2010 Thomas-a-Kempis-Ehrenstele[94]
- 2010 Großes Goldenes Ehrenzeichen am Bande für Verdienste um die Republik Österreich[95]
- 2010 Ehrendoktor der Medizinischen Universität Innsbruck[96]
- 2010 Saarländischer Verdienstorden[97]
- 2011 Hanns Martin Schleyer-Preis für 2010[98]
- 2011 Ehrendoktor der Fakultät der Rechte der Universität Athen
- 2011 Verdienstorden des Landes Baden-Württemberg[99]
- 2011 Verdienstorden des Landes Rheinland-Pfalz[100]
- 2011 Europäischer Kulturpreis[101]
- 2011 Medaille für besondere Verdienste um Bayern in einem Vereinten Europa
- 2012 Werner-Blindert-Preis[102]
- 2012 Sigillum Magnum der Universität Bologna, zusammen mit Romano Prodi und Helmut Kohl[103]
- 2012 Kommunikator des Jahres durch die Deutsche Public Relations Gesellschaft[104]
- 2012 Markgräfler Gutedelpreis[105]
- 2013 Im Rahmen des Dresdner Opernballs erhielt Juncker am 1. Februar den St. Georgs Orden in der Kategorie Politik.
- 2013 Ehrendoktor der Universität Porto[106]
- 2013 das Großkreuz des Erlösers (der höchste griechische Verdienstorden), die Goldmedaille der hellenischen Volksvertretung und die Gold Medal for Distinguished Personalities wurden ihm am 11. Juni 2013 in Athen verliehen[107]
- 2013 Preis der Deutschen Gesellschaft e. V. für Verdienste um die deutsche und europäische Vereinigung
- 2013 Großkreuz des Verdienstordens der Bundesrepublik Deutschland[108]
- 2013 Die Präsidentin Litauens Dalia Grybauskaitė verlieh Juncker am 28. November das Großkreuz des Ordens Vytautas des Großen für seine Verdienste zur Integration Litauens in die Europäische Union und in die NATO[109]
- 2014 Hermann Ehlers Preis 2013: Ein Europäer durch und durch[110]
- 2014 Benediktpreis von Mönchengladbach
- 2014 Internationaler Brückepreis der Europastadt Görlitz/Zgorzelec,[111]
- 2015 Ehrensenator der Verbandsgruppe „Wir Eigentümerunternehmer“[112]
- 2019 Großer Tiroler Adler-Orden[113]
- 2019 Point-Alpha-Preis
- 2020 Großer Orden der Aufgehenden Sonne am Band (Japan)[114]
- 2021 Großes Goldenes Ehrenzeichen für Verdienste um das Land Wien mit dem Stern[115]
- 2022 Komturkreuz mit dem Stern des Landes Burgenland[116]
- 2024 Europäischer Karls-Preis der Sudetendeutschen Landsmannschaft